# Carl Osburn
Carl Osburn (Jacksontown, Estats Units, 1884 - St. Helena, 1966) fou un tirador estatunidenc, guanyador d'onze medalles olímpiques. Aquesta xifra d'onze medalles no fou igualada per cap altra esportista estatunidenc masculí fins als Jocs Olímpics de 1972 per Mark Spitz. Posteriorment Michael Phelps va batre aquest rècord.

## Carrera esportiva
Va participar, als 28 anys, en els Jocs Olímpics d'Estiu de 1912 celebrats a Estocolm (Suècia), on va prendre part en set proves i guanyà quatre medalles olímpiques: la medalla d'or en la prova de rifle militar 3 posicions (per equips), la medalla de plata en les proves de rifle lliure (600 metres) i rifle militar 3 posicions (300 metres individual), i la medalla de bronze en la prova de carabina (50 metres per equips). En els Jocs Olímpics d'Estiu de 1920 realitzats a Anvers (Bèlgica) participà en vuit proves, guanyant sis medalles: la medalla d'or en les proves de rifle militar 3 posicions (300 metres per equips), rifle militar (300 metres dret individual) i rifle militar (300-600 metres per equips); la medalla de plata en la prova de rifle militar (300 metres drets per equips); i la medalla de bronze en el tir al cérvol (tret simple per equips). Participà en la prova de rifle lliure (600 metres individual) en els Jocs Olímpics d'Estiu de 1924 realitzats a París (França), on aconseguí guanyar la medalla de plata.
El 1994 va ser inclòs al Saló de la Fama del Tir dels Estats Units.